# Mannheimse voetbalbond
De Mannheimse voetbalbond (Duits: Mannheimer Fußball-Bund) was een regionale voetbalbond uit de Badense stad Mannheim.

## Geschiedenis
Op aanraden van voetbalpionier Walther Bensemann richtten de vijf Mannheimse voetbalclubs (FG 1896 Mannheim, FG Germania 1897 Mannheim, FG Union 1897 Mannheim, FC Viktoria 1897 Mannheim en FV 1898 Mannheim) op 11 juni 1899 de Mannheimse voetbalbond op.
Deze vijf clubs namen ook deel aan het eerste kampioenschap dat op 30 oktober van start ging en al op 19 november eindigde. FG 1896 Mannheim won de titel met vlag en wimpel. Vanwege interne strubbelingen werd het volgende jaar al geen kampioenschap meer gespeeld. 
In november 1901 werd het gebied van de bond uitgebreid van werd de naam gewijzigd in Mannheimer Fußball-Bund Wettspielverband Pfalzgau. Hierdoor namen er nu ook clubs uit Speyer, Seckenheim en Frankenthal deel en er ook een tweede klasse bij kwam. De bond werd geboycot door de Zuid-Duitse voetbalbond. In maart 1902 werd de competitie stoptgezet. FG 1896 Mannheim stond na vier van de zes wedstrijden aan de leiding. In de zomer van dat jaar werd de voetbalbond definitief ontbonden.  Pas in 1903 werd er opnieuw competitievoetbal gespeeld toen de Zuid-Duitse bond de Paltscompetitie in het leven riep. 

## Kampioenschappen Mannheimer Fußball-Bundes
- Seizoen 1899/00:
  - Kampioen: FG 1896 Mannheim

- Seizoen 1900/01:
  - Geen kampioenschap

## Kampioenschap Mannheimer Fußball-Bundes Wettspielverband Pfalzgau
- Seizoen 1901/02:
  - 1. Klasse: Kampioenschap in maart 1902 gestaakt
  - 2. Klasse: Kampioenschap in maart 1902 gestaakt